# Aitor Calle Hernández
Aitor Calle Hernández (Bilbao, 28 de junio de 1976), conocido como Aitor Calle, es un exfutbolista y entrenador de fútbol español. Actualmente dirige al CD Numancia de la Segunda División RFEF.

## Trayectoria

### Como jugador
Calle actuaba en la posición de delantero, como extremo derecho, y llegó a defender la camiseta de varios clubs del País Vasco como la SD Lemona entre 1999 y 2004, Amurrio Club en la temporada 2004-05, Sestao River Club en la temporada 2005-06 y Club Portugalete durante tres temporadas, en la 2006-07, 2007-08, y 2008-09, entre otros.

### Como entrenador
Calle comenzó su trayectoria en los banquillos como entrenador de la Sociedad Deportiva Deusto en la temporada 2011-12. Calle dirigiría a la Sociedad Deportiva Deusto durante 6 temporadas, logrando el ascenso a la Tercera División de España en la temporada 2014-15, tras conseguir el título de Campeón de Liga en la División de Honor Vizcaína, y posteriormente asentándolo en categoría nacional durante dos temporadas más, acabando la temporada 2016-17 en un séptimo puesto en el Grupo IV de la Tercera División.
En la temporada 2017-18, firmó por el Club Portugalete en la Segunda División B de España. El 6 de octubre de 2017, tras vencer 4-1 al líder, la Cultural de Durango, en la 6.ª jornada, es cesado como entrenador del conjunto vasco.
En la temporada 2018-19, firma por el Haro Deportivo de la Tercera División de España, con el que conseguiría el Campeonato de Liga de Tercera División en el Grupo 16, y posteriormente lograría el ascenso a la Segunda División B de España, eliminando al Zamora CF en el play-off de campeones, jugado a ida y vuelta, con un resultado de 2-1 en Zamora, y de 1-0 en Haro.
En las temporadas 2019-20 y 2020-21, continúa al frente del Haro Deportivo en la Segunda División B de España. En la primera de ellas en la categoría de bronce, el conjunto riojano se encontraba en noveno puesto antes del parón por el COVID. Al término de la temporada 2020-21, no lograría la salvación en la categoría.
El 23 de junio de 2021, firma como entrenador del Sestao River Club de la Segunda División RFEF, y en su primera temporada al frente del equipo verdinegro, logra un Subcampeonato de Liga en el Grupo 2 de Segunda RFEF, y disputa el play off de ascenso a primera rfef, cayendo eliminados en la final frente al CD Eldense, en un partido disputado a partido único en Elda, por un resultado de 1-0 en la prórroga.
En la temporada siguiente, 2022-23, lideran la competición desde la primera jornada hasta el final de la misma, consiguiendo el Campeonato de Liga del Grupo 2 de Segunda RFEF, el 22 de abril de 2023, tras vencer por 3-1 a la Real Sociedad C en Las Llanas, a falta de 5 jornadas para concluir la Liga, y consiguiendo de esta manera el Ascenso a Primera RFEF.
Ya en Primera RFEF, en la 2023-24, cumpliría su tercera temporada al frente del Sestao River Club, consiguiendo la salvación en la última jornada de Liga en el Reino de León, tras ganar 0-1 a la Cultural y Deportiva Leonesa, logrando de esta forma un meritorio décimo primer puesto final en la clasificación, tras realizar una segunda vuelta con números de play-off.
En la temporada 2024-25 se incorpora como entrenador del CD Numancia en la Segunda División RFEF.

## Clubes

### Como entrenador
| Club                      | País   | Año               |
| ------------------------- | ------ | ----------------- |
| Sociedad Deportiva Deusto | España | 2011 - 2017       |
| Club Portugalete          | España | 2017 - 2018       |
| Haro Deportivo            | España | 2018 - 2021       |
| Sestao River Club         | España | 2021 - 2024       |
| CD Numancia               | España | 2024 - actualidad |